# 7 Sins
7 Sins è un videogioco simulatore di vita, dove il giocatore deve arrivare all'apice della scala sociale, prendendo decisioni collegate con i sette vizi capitali. Il gioco è ambientato nell'immaginaria città di Apple City. Durante tutto il gioco, il giocatore deve prendere decisioni basate su avarizia, ira, gola, invidia, lussuria, superbia e accidia. Una volta che viene costituita una nuova relazione del protagonista del gioco, nuove missioni vengono sbloccate. In totale ci sono sette capitoli e circa cento personaggi (non giocabili) con cui interagire.

## Trama
Se si esclude il tutorial, in cui il personaggio è nella propria casa a prendere confidenza con i comandi del gioco, la trama di 7 Sins si sviluppa all'interno di sette livelli, uno per ogni vizio capitale.
Nel primo livello (invidia) il giocatore, nel tentativo di fare soldi, lavora come commesso da SUKS, un negozio di lusso per signore dai grandi portafogli: l'obiettivo di questo capitolo è quello di guadagnare 100 punti vendendo qualsiasi cosa alle vostre clienti. Il protagonista ha anche due possibilità "immorali" per raggiungere il suo scopo: il primo è quello di sedurre le donne per indurle a comprare la merce; il secondo è quello di rubare dalla cassa del proprietario del locale, stando però attento a non farsi scoprire.
Nel secondo livello (superbia) il giocatore si trova all'Eden Club e ha il compito di adescare i vip che frequentano questo posto alla moda e portarli nella propria dimora, al fine di aumentare il più possibile la confidenza e l'empatia con loro.
Nel terzo livello (lussuria) il giocatore si trova all'Eastwing, un inquietante locale porno-feticista, e anche in questo caso deve cercare di ottenere buone relazioni con gli altri clienti.
Nel quarto capitolo (ira) il protagonista si trova immerso nel Kombat Klub, una palestra in cui si praticano lotta e arti marziali; egli deve cercare di sconfiggere dapprima gli insegnanti minori e poi il capo palestra del club, che si rivelerà essere una donna.
Nel quinto livello (gola) il giocatore è il responsabile del ristorante francese L'Escargot e deve cercare di ottenere la fiducia dei clienti e del proprietario del locale, Jacques De France.
Nel sesto livello (avarizia) il giocatore è diventato il manager di una famosa azienda, la Trust Corporation, che si sta per fondere con un'altra corporation, guidata da Rebecca Flowers: lo scopo è cementare positivamente questa unione e riuscire a far breccia nel cuore di tutti i colleghi.
Nel settimo livello (accidia) si scopre che il protagonista non riesce a dormire, in quanto le cattive esperienze avute nel passato gli causano incubi: per tornare alla pace dei sensi deve quindi infliggere un'altra lezione a tutti i superiori che ha avuto nel corso della sua avventura, nonché fotografare e sedurre tutte le ragazze che si troverà di fronte in questo capitolo fino ad ottenere i soliti 100 punti.

## Valutazioni
Lo staff di PC Zone ha valutato 7 Sins dandogli un voto di sei su dieci e descrivendolo "Non possiamo consigliare senza riserve 7 Sins come un'esperienza di gioco totale...", aggiungendo però "... onestamente non è così male come qualcuno potrebbe dire. Sono solo troppo timidi per ammetterlo."